# 布尔努瓦
布尔努瓦（法語：Bournois，法語發音：[buʁnwa]）是法国杜省的一个市镇，属于蒙贝利亚尔区。

## 地理
布尔努瓦（47°29'55"N, 6°29'49"E）面积10.48 平方千米，位于法国勃艮第-弗朗什-孔泰大區杜省，该省份为法国东部内陆省份，北起上索恩省，西接汝拉省，东部及东南部与瑞士接壤，东北部与贝尔福地区省接壤。
与布尔努瓦接壤的市镇（或旧市镇、城区）包括：阿科朗、苏瓦、于泽勒、法隆、格拉蒙、贡德南-蒙比。

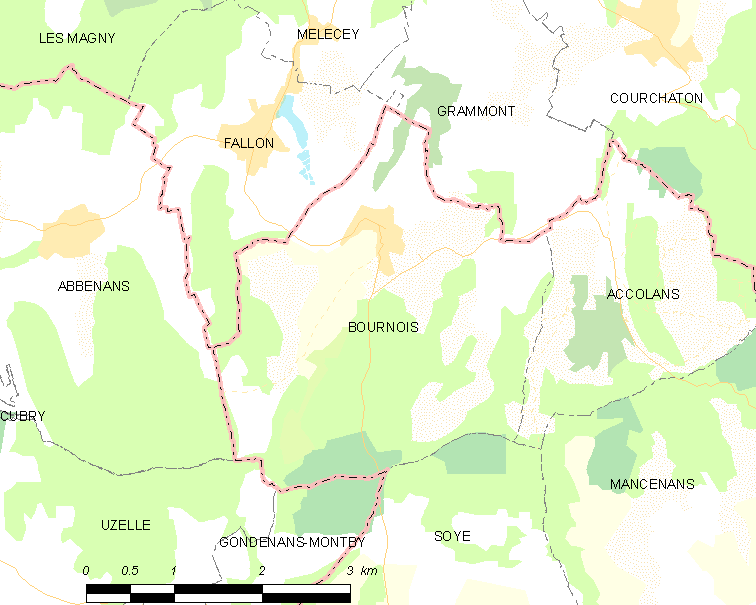
布尔努瓦的OSM定位图

布尔努瓦的时区为UTC+01:00、UTC+02:00（夏令时）。

## 行政
布尔努瓦的邮政编码为25250，INSEE市镇编码为25083。

## 政治
布尔努瓦所属的省级选区为巴旺县。

## 人口

1962-2008年间布尔努瓦人口变化图示

布尔努瓦于2022年1月1日时的人口数量为189人。